# Piraterij in de Caraïben

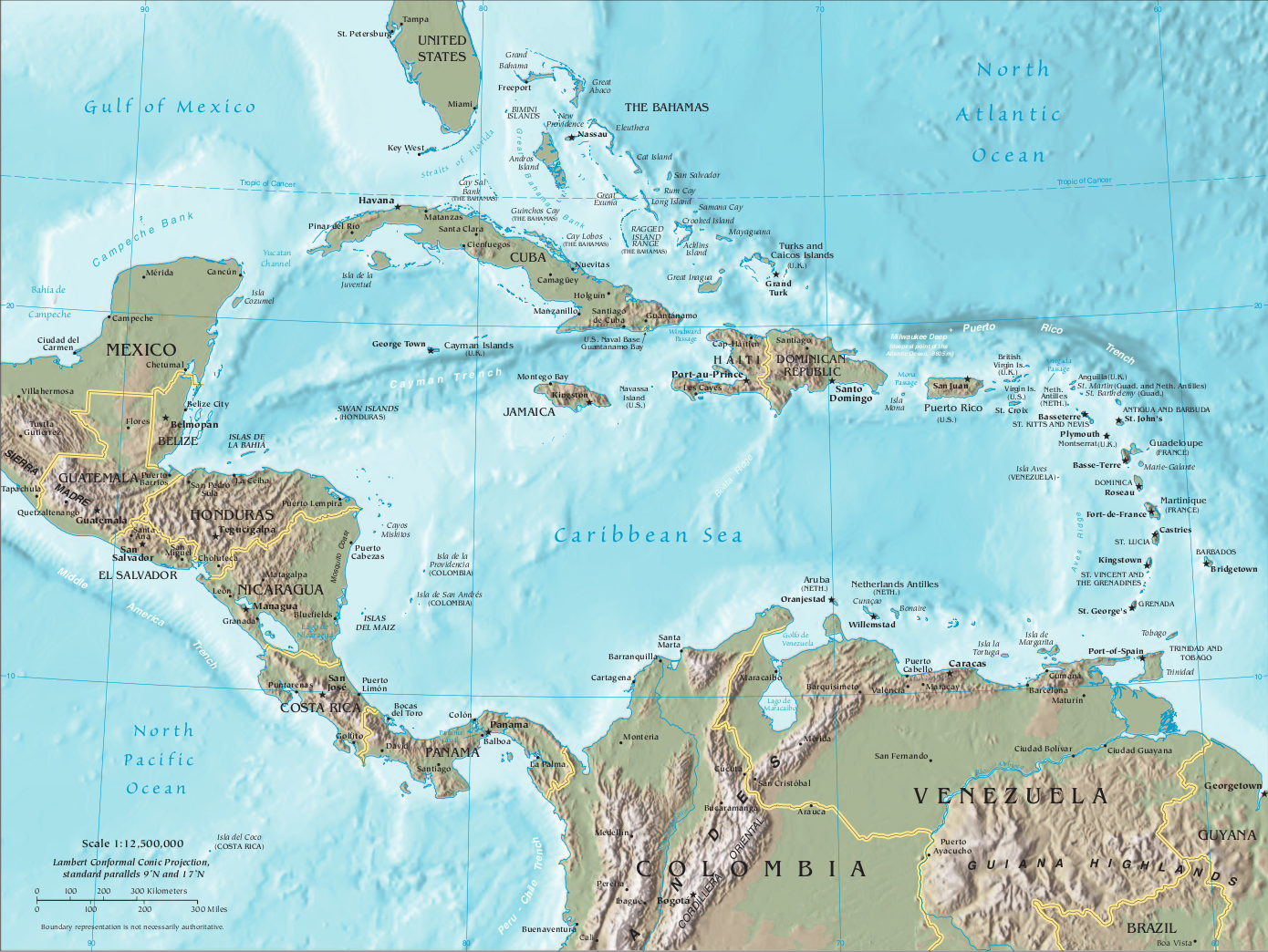
Centraal-Amerika en de Caraïben, met de hedendaagse grenzen aangegeven.

De piratenvlag zoals deze door Jack Rackham werd gebruikt. Er waren verschillende ontwerpen in gebruik en de vlag was eerder symbolisch en werd zelden in gevechten gebruikt.

De piraterij in de Caraïben begon in de 16e eeuw en stopte in de jaren 20 van de 18e eeuw. Het gebied zelf werd pas later economisch interessant maar het lag strategisch op de doorvoerroutes van de Spaanse schepen die goud en zilver uit midden- en Zuid-Amerika naar Europa vervoerden, de zogenaamde Zilvervloot.
Engeland, Frankrijk en Nederland stonden lange tijd piraten toe om Spaanse schepen te overvallen. Deze piraten werden kapers genoemd en moesten bij thuiskomst het grootste deel van de buit inleveren. De kapers in de Caraïben werden vaak boekanier genoemd omdat ze niet alleen schepen maar zelfs ook steden aanvielen.

## Hoogtijdagen
De piraterij in de Caraïben kende drie intensieve perioden:
- van 1650 tot 1680, waarin Franse en Engelse boekaniers de Spaanse havens en schepen overvielen.
- Vanaf 1690 toen, met name Engelse piraten, de Britse en Nederlandse schepen aanvielen die van Europa naar Azië voeren. De Caraïben lagen weliswaar van de route verwijderd maar hier keerden de piraten steeds weer terug.
- Van 1716 tot 1726, nadat de kaperij verboden was geworden kende deze toch een opleving door de toenemende handel.

De gehele periode van 1650 tot 1726 staat bekend als de Gouden eeuw van de piraterij.

## Geschiedenis

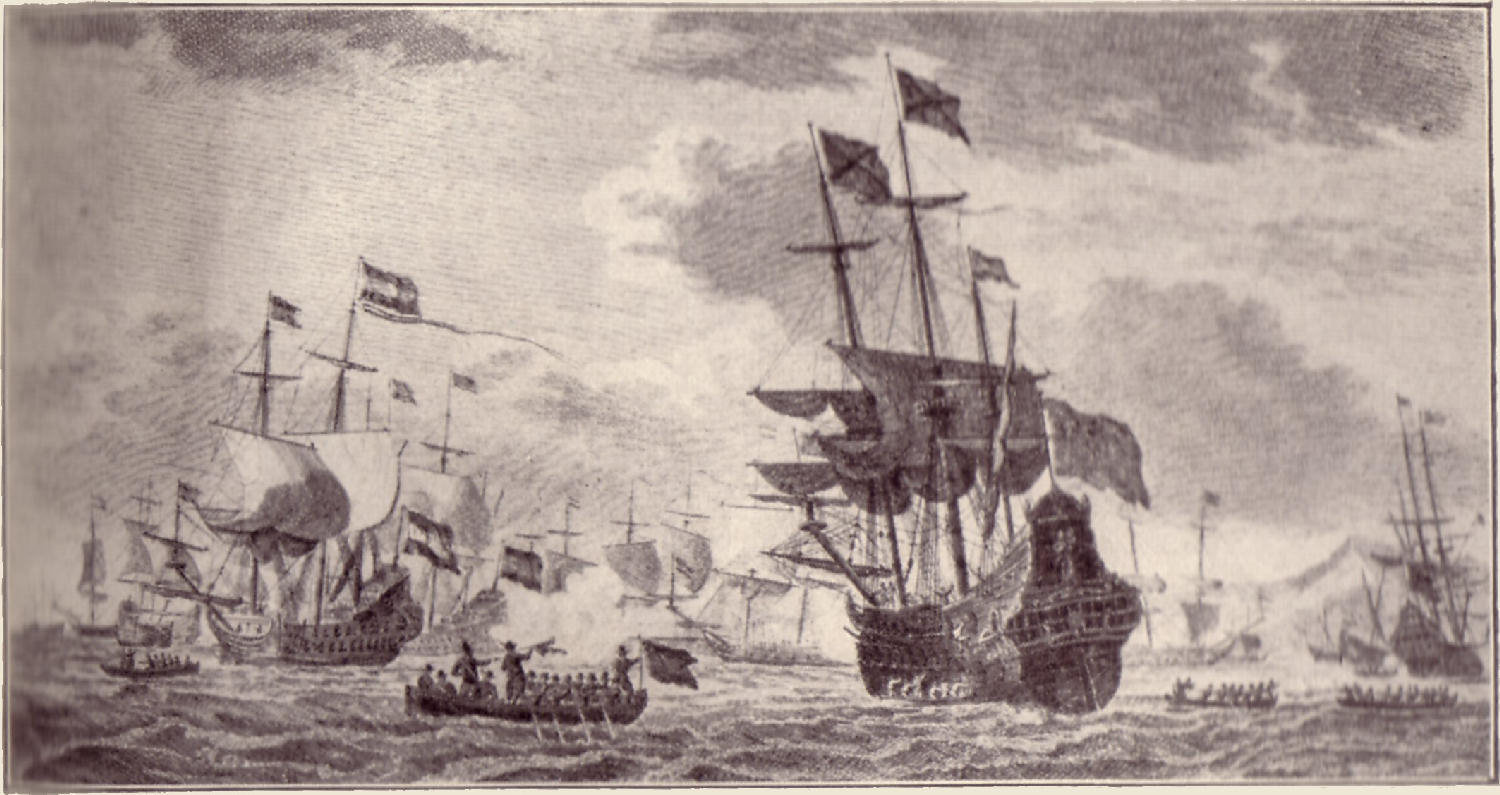
1628: Piet Hein overvalt de Zilvervloot voor de kust van Cuba.

In 1492 bereikte Christoffel Columbus Amerika en twee jaar later tekenden Portugal en Spanje het Verdrag van Tordesillas waardoor bijna het gehele Amerikaanse continent, en daarmee ook de gehele Caraïben, aan Spanje toebedeeld werd.
De Spanjaarden bouwden een aantal versterkte steden in de Caraïben die als doorvoerhavens dienden waar de Spaanse schepen voedsel konden inslaan en konden groeperen om gezamenlijk naar Spanje te varen.
Goud uit Peru en Bolivia werd eerst over de Grote Oceaan naar Panama-Stad vervoerd, vervolgens over land naar Portobelo en daarna over zee naar Cartagena en of Havana om de reis naar Spanje te maken. Kostbaarheden uit Mexico werden vanuit Veracruz verscheept.
Omdat de Republiek der Zeven Verenigde Nederlanden en Engeland in bepaalde perioden in oorlog waren met Spanje vroegen zij kapers om, in ruil voor een deel van de buit, Spaanse schepen te overvallen. De piraterij floreerde in de Caraïben dankzij havensteden zoals  het Britse Port Royal in Jamaica, Nassau op de Bahama's en het Franse eiland Tortuga waar de kapers konden aanleggen.
In 1713 werd de Vrede van Utrecht getekend waarin Spanje, Engeland, Frankrijk en Nederland afspraken om de kaapvaart te verbieden. Op het kapen stond voortaan de doodstraf. Doordat de vrede was getekend nam de handel enorm toe. Juist dit zorgde voor een tijdelijke opleving van de piraterij. Op de Bahama's was een piratenrepubliek ontstaan waar piraten konden aanleggen, totdat in 1718 de voormalige kaper Woodes Rogers tot gouverneur werd benoemd en de orde herstelde.

## Belangrijkste gebeurtenissen

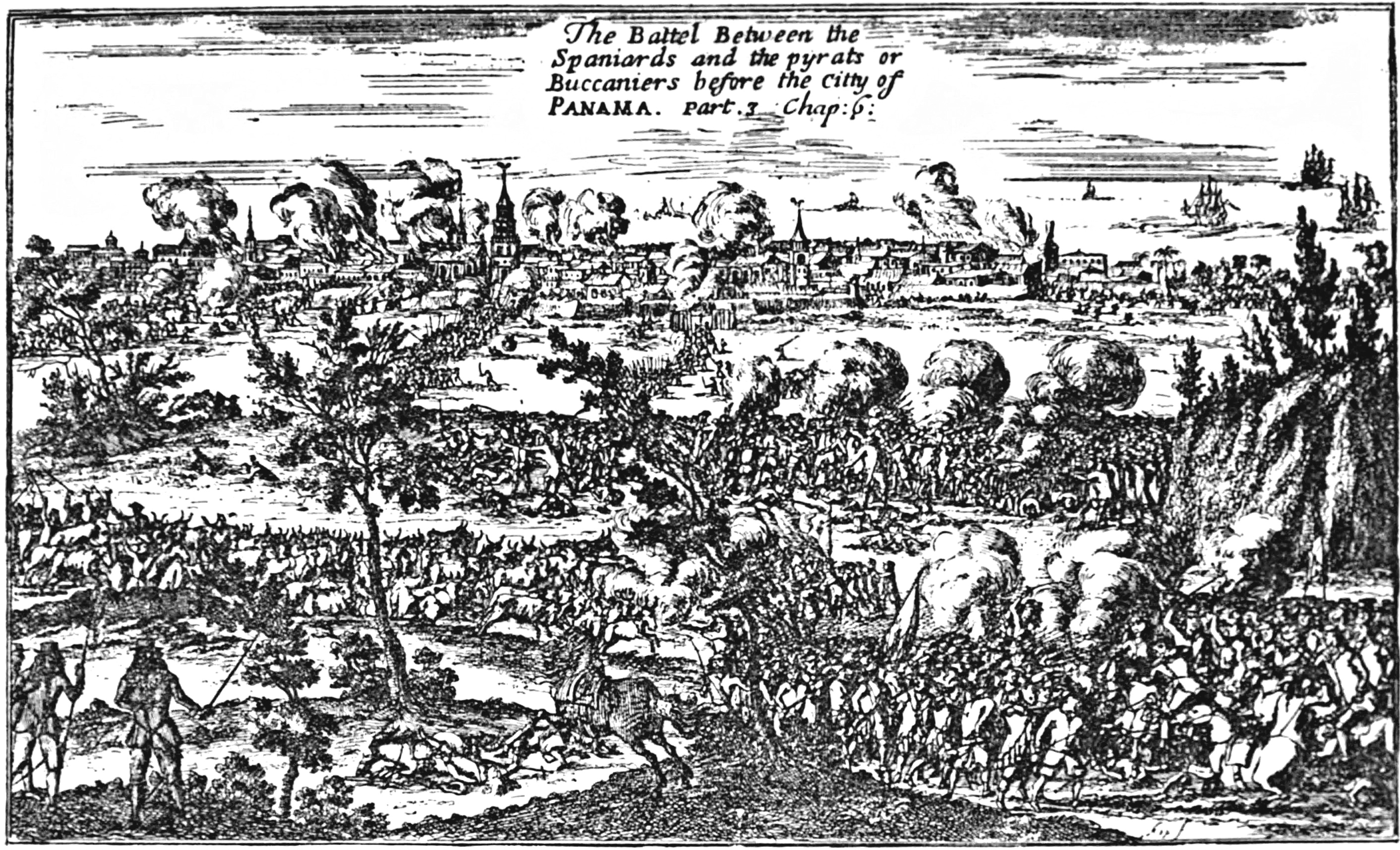
De aanval door Henry Morgan op Panamá Viejo.

In 1555 wist de Franse piraat Jacques de Sores Havana te plunderen en zwaar te beschadigen. Hij vond overigens niet de rijkdom die hij verwacht had. Deze gebeurtenis was voor de Spanjaarden de reden om zware verdedigingswerken rond de stad te bouwen.
Piet Hein, kaper in dienst van de Nederlandse West-Indische Compagnie, wist in 1628 tijdens de Slag in de Baai van Matanzas voor de kust van Cuba de Spaanse Zilvervloot te veroveren. Met de opbrengst kon in 1629 het Beleg van 's-Hertogenbosch gefinancierd worden.
In 1654 deden de Engelsen een poging om het eiland Hispaniola in te nemen. Dit mislukte en de Engelsen leden zware verliezen. Om niet met lege handen terug te komen besloten ze Jamaica te veroveren dat toen nog een Spaanse kolonie was. Jamaica zou een uitvalsbasis worden voor kapers. De voormalige boekanier Henry Morgan zou zelfs een paar korte termijnen als gouverneur van de kolonie Jamaica dienen.

## Meest beruchte piraten

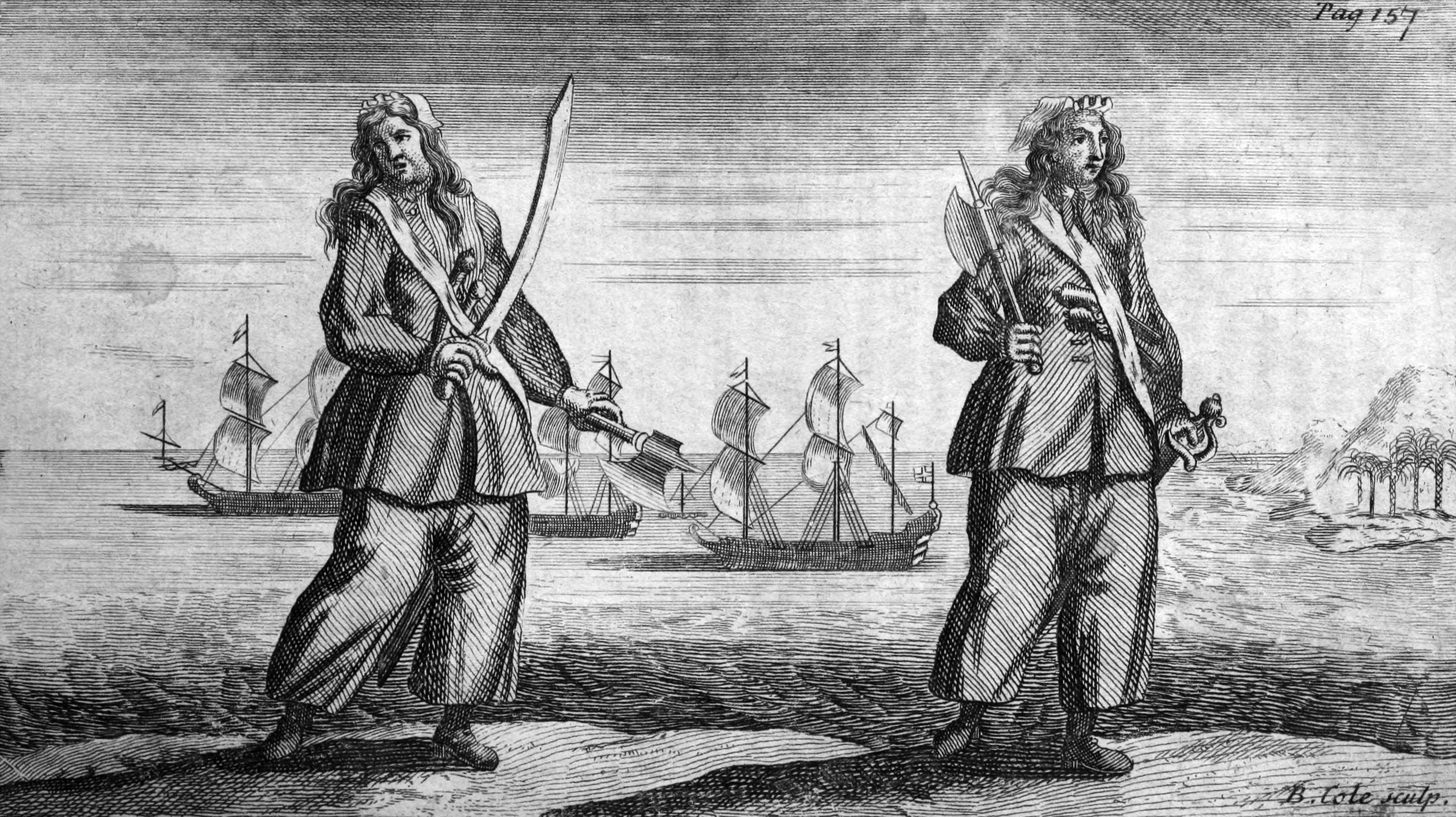
Anne Bonny en Mary Read, twee vrouwelijke piraten, op een schets uit 1724.

- Henry Morgan wist als kaper een aantal Spaanse steden te plunderen, zoals Maracaibo, Camagüey, Portobelo en in 1671 zelfs Panamá Viejo (bij het huidige Panama-Stad) waarbij ze eerst door het oerwoud van de Landengte van Panama moesten trekken. Nadat de Britten de vrede met Spanje hadden getekend werd hij in Engeland in de gevangenis gegooid maar hij kreeg al snel gratie. Hij keerde terug naar de kolonie Jamaica waar hij als zelfs enkele korte termijnen als gouverneur zou dienen.
- Zwartbaard (Edward Teach) was wellicht het meest legendarisch. Hij plunderde 18 maanden lang de Caraïben en deed van alles om een angstaanjagend imago en uiterlijk te creëren.
- Bartholomew Roberts (Black Bart) wordt gezien als het meest succesvolle piraat omdat hij zo'n 400 schepen wist te overvallen, niet alleen in de Caraïben. Oorspronkelijk werd hij gedwongen om als piraat te leven maar hij schopte het vrij snel tot kapitein.
- Amaro Pargo Spaanse kaper die regelmatig handel dreef in het Caribisch gebied terwijl hij schepen plunderde van de vijandelijke machten van de Spaanse Kroon. Amaro Pargo heeft tien jaar in het Caribisch gebied gewoond, met name op het eiland Cuba waar hij nakomelingen had
- Anne Bonny en Mary Read waren vrouwelijk piraten die zich als man voordeden. Ze voeren mee op een schip van John Rackham (Calico Jack). De drie zouden een driehoeksverhouding krijgen. In 1720 werden de drie gearresteerd en naar Jamaica gebracht waar ze de doodstraf kregen. Rackham kreeg de strop en werd vervolgens aan het begin van de haven opgehangen als waarschuwing aan andere piraten maar de twee vrouwen gaven aan zwanger te zijn en mochten eerst hun zwangerschap uitzitten. Read stierf in de gevangenis maar het lot van Bonny is niet duidelijk. Mogelijk werd ze vrijgekocht en leefde ze verder op de plantage van haar vader in de Engelse kolonie Carolina.
- François Le Clerc was een kaper, zowel in Franse als later in Britse dienst die meerdere expedities naar de Caraïben leidde.
- Black Caesar zou een Haïtiaans piraat geweest zijn maar het is niet duidelijk of hij echt geleefd heeft. Hij zou als slaaf geboren zijn en tijdens de Haïtiaanse Revolutie gevochten hebben tegen de Fransen. Na de revolutie werd hij piraat. Hij en zijn bemanning hielden zich schuil in de Florida Keys waar ze schepen in de val lieten lopen door zich als schipbreukelingen voor te doen.

Met name de personages Henry Morgan en Zwartbaard zijn veel in films en boeken verwerkt.